# Michel Lasne

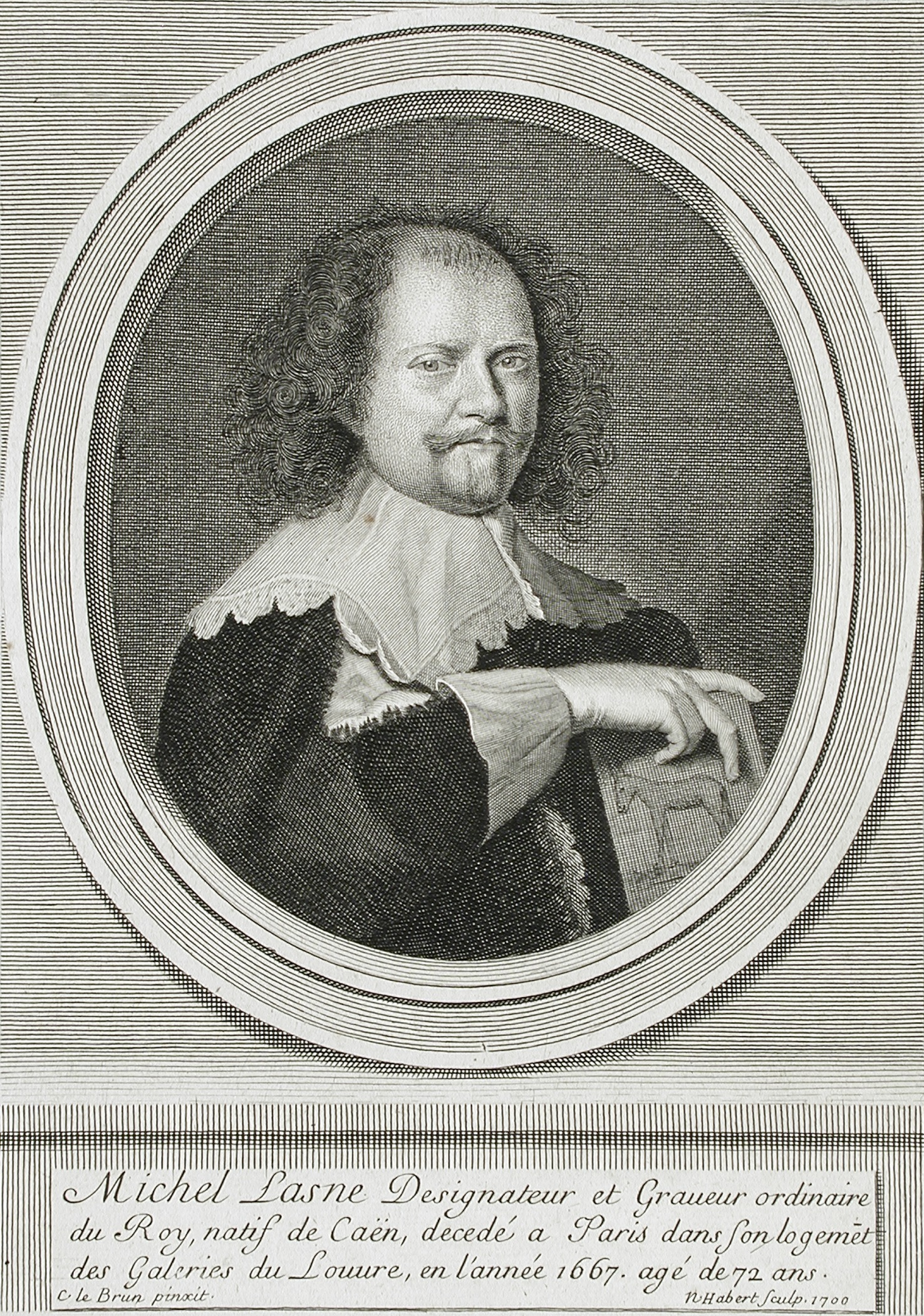
Nicolas Habert nach Charles Le Brun: Porträt Michel Lasne; Kupferstich 1700

Michel Lasne (auch Michel l’Asne, Michael Asinius; * vor 1590 in Caen, Normandie; † 4. Dezember 1667 in Paris) war ein französischer Graveur und Zeichner. Er war Hofkünstler Ludwigs XIII.

## Leben und Werk
Michel Lasne wurde in Caen, wahrscheinlich vor 1590 geboren. Sein Vater Michel Lasne senior war Goldschmied, sein Bruder Jean Étienne Lasne war ebenfalls Kupferstecher. Nachgewiesen als Graveur ist er zum ersten Mal 1611 mit dem Titelblatt zu Jean de Montlyards Buch Mythologie. Von 1617 bis 1620 entstanden in Antwerpen, wo er eine kurze Zeit in der Antwerpener Lukasgilde als Mitglied eingetragen war, eine Reihe von Stichen u. a. nach Gemälden von Peter Paul Rubens. Ab 1621 hielt er sich in Paris auf, ab 1633 war er dessinateur et graveur ordinaire du roi (ordentlicher Graveur und Zeichner des Königs) für Ludwig XIII. und wohnte – wie auch andere Hofkünstler des Königs – im Louvre.
1625 erschien das Buch Les Amours du Roy et de la Reyne sous les noms de Jupiter et Junon von Jean Puget de La Serre, zu dem er das Titelblatt und die Illustrationen entwarf.
Außer Stichen nach Rubens und Van Dyck schuf er Reproduktionen u. a. nach Werken von Tizian, Paolo Veronese, den Carracci,  Charles Le Brun, Philippe de Champaigne, Nicolas Mignard, Simon Vouet und Jusepe de Ribera. Außerdem arbeitete er als Kupferstecher für Jacques Callot und den Architekten Jacques Francart (1583–1651).

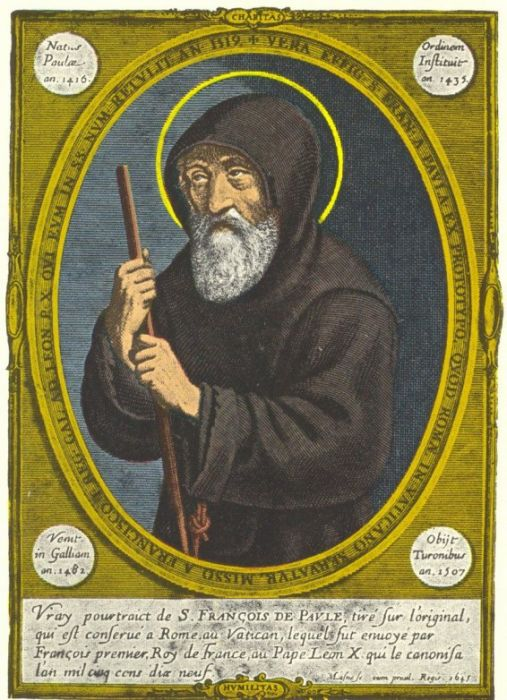
Franz von Paola, Gravur nach einem Gemälde von Jean Bourdichon, 1645

759 seiner Stiche sind nachgewiesen, davon 325 Porträts einschließlich 23 Bildnissen von Mitgliedern der königlichen Familie. Durch seine Gravur nach Vorlage eines Gemäldes von Jean Bourdichon blieb eine zeitgenössische Darstellung des heiligen Franz von Paula erhalten.
Er starb im Alter von 72 Jahren in seiner Wohnung im Louvre und hinterließ Frau und Kinder.
Michel Lasne signierte seine Arbeiten gelegentlich in der latinisierten Form seines Namens (lateinisch asinus = französisch l’âne „der Esel“) mit „Asinius“, „Lanius“ („Metzger“, verw. mit lancināre = zerreißen) bzw. mit ML, LM, Michael Asinius oder Michael Lanius.
Signaturen

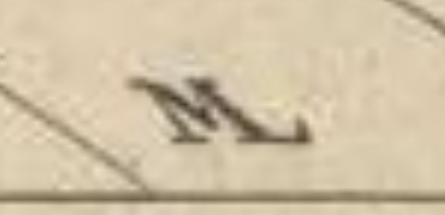
Signatur ML (Ligatur)
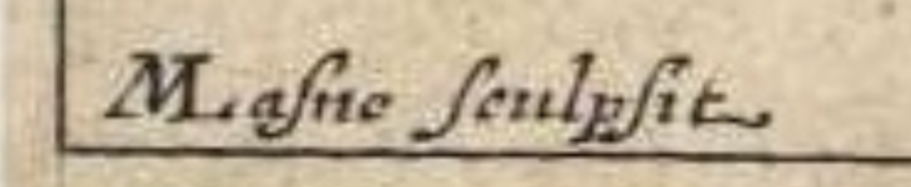
Signatur MLasne sculpsit

## Rezeption im Film

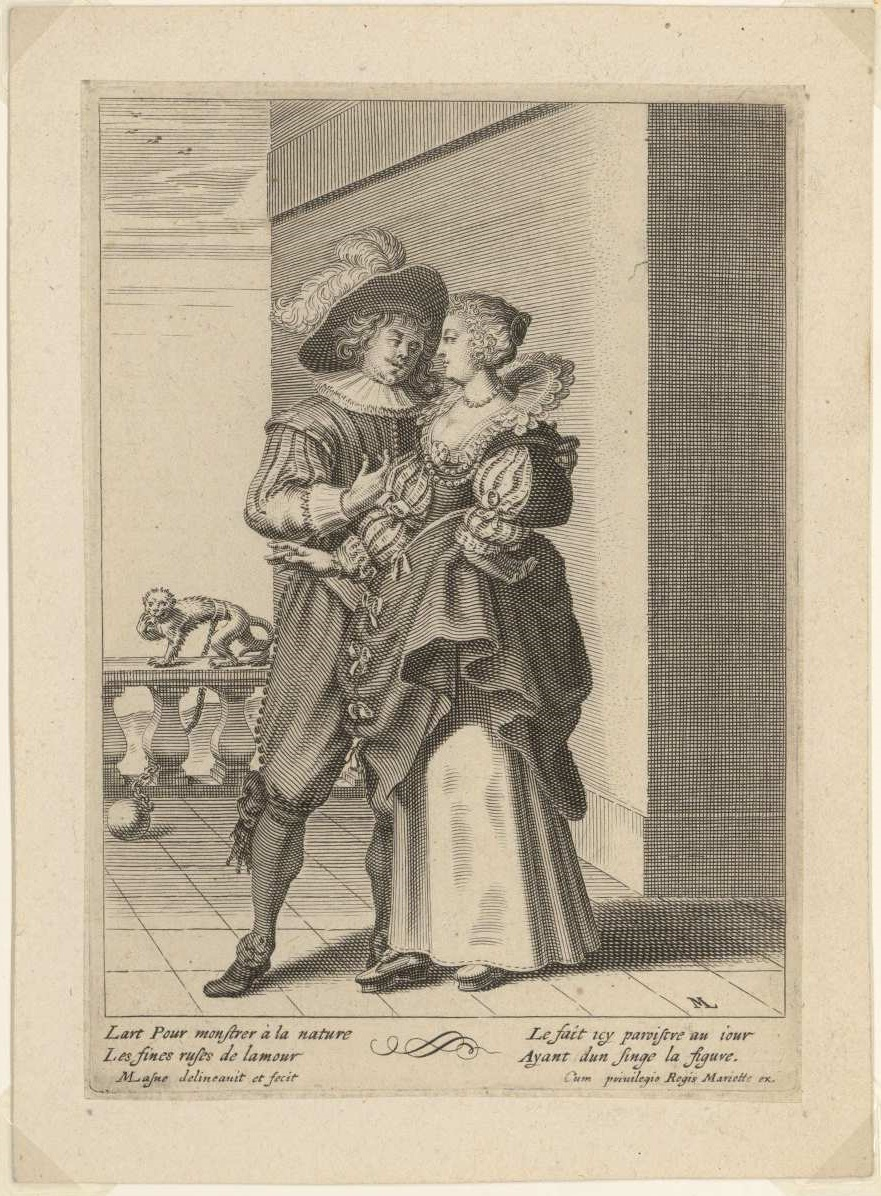
Mann umwirbt eine Frau, angeketteter Affe im Hintergrund

Eine um 1640–1660 entstandene, im British Museum befindliche Gravur Lasnes, die einen Mann beim Umwerben einer Frau abbildet, könnte nach Meinung des Autors Benerson Little Vorlage für eine Szene mit d’Artagnan und Milady im Film Die drei Musketiere (1973) gewesen sein.